# Théorème de Margolus-Levitin
Élaboré par Norman Margolus et Lev B. Levitin, le théorème de Margolus-Levitin, impose une limite fondamentale au calcul quantique et qui concerne, à proprement parler, tous les moyens possibles par lesquels un calcul peut être effectué. Selon ce théorème, la vitesse à laquelle toute machine, ou tout autre procédé réalisable permettant de calculer, c'est-à-dire le nombre d'opérations effectuées dans un temps donné et utilisant une quantité d'énergie donnée ne peut pas être supérieur à 6 × 1033 opérations par seconde et par joule. Dit autrement, en utilisant un joule il serait possible à une machine de réaliser jusqu'à 6 000 000 000 000 000 000 000 000 000 000 000 (6 millions de milliards de milliards de milliards) d'opérations par seconde mais sans pouvoir franchir cette limite. Ce théorème peut être exprimé d'une façon plus générale : considérant un bit d'information, tout système quantique a besoin, pour modifier l'état physique de ce bit, d'un temps dont la durée minimale est donnée par la formule {\displaystyle {\frac {h}{4E}}} où h = 6,626 × 10−34 J s est la constante de Planck et E est l'énergie utilisée pour effectuer la modification. Ce que nous dit cette formule d'une part, c'est que cette durée minimale est fonction de la quantité d'énergie minimale requise pour effectuer la modification d'un bit d'information et que, d'autre part, dans un univers où n'existerait aucun phénomène quantique, cette limite n'existerait pas avec une valeur de h égale à 0. Par contre, les machines à calculer de cet univers seraient bien différentes de nos ordinateurs dont l'électronique fait appel aux phénomènes quantiques.
Le théorème de Margolus-Levitin constitue une limite fondamentale à la loi de Koomey selon laquelle le nombre de calculs, pour une quantité d'énergie dépensée donnée, double tous les 18 mois.